# Konrad Witzmann
Konrad Witzmann (auch: Conrad) (* 7. Dezember 1900 in Rudolstadt; † 30. Januar 1946 in Jena) war ein deutscher Schriftsteller und Politiker.

## Leben
Als Sohn eines Rechtsanwalts und Justizrates geboren, ging Witzmann auf das Gymnasium in Rudolstadt. Er studierte Philosophie in Jena und München. Während seines Studiums wurde er 1918 Mitglied der Burschenschaft Germania Jena und 1919 der Burschenschaft Rhenania München. 1919 beteiligte er sich als Kanonier im Freikorps Märker. 1924 wurde er in Jena zum Dr. phil. promoviert.
1927 wurde er wieder Mitglied der NSDAP (Mitgliedsnummer 56.142), nachdem er der Partei bereits 1923/24 vor ihrem Verbot angehört hatte. In den Jahren 1927 und 1928 war er als Verbandsreferent in der Reichsleitung des NSDStB und als Redner tätig. Für die Burschenschaft Rhenania nahm er 1930 gemeinsam mit Otto Nippold am Burschentag teil. In den Jahren 1932 und 1933 war er als Ortsgruppen-Presseleiter tätig. 1938 wurde er Ratsherr der Stadt Leipzig. Er war Kreisrichter (Beisitzer) am Kreisgericht Leipzig und wurde Landesobmann des Buchhandels im Gau Sachsen. In Leipzig war er als Verlagsbuchhändler tätig und Inhaber des Musikalien- und Theaterverlages Conrad Glaser. Er war Mitglied der Reichsschrifttumskammer.

## Ehrungen
- 1934: Goldenes Ehrenzeichen der NSDAP
- 1934: Silbernes Ehrenzeichen des Gaues Thüringen

## Veröffentlichungen
- Klassizismus und Sturm und Drang in den Hermannsdramen Klopstocks und der Klassizisten Schlegel, Möser und Schönaich. Dissertation Universität Jena 1924.
- Adolf Hitlers Sendung. Volkstümliches Festspiel in 2 Aufzügen. Leipzig 1933.
- Arbeit und Ehre. Ein vaterländisches Volksstück aus unseren Tagen. Leipzig 1933.
- Die Sonnenwendfeier. Eine Sammlung von Gedanken für Reden und Ansprachen, Gedichten, Sprechchören, Flammenliedern und Feuersprüchen. 2. Auflage. Leipzig 1935.
- Die Erntedank- und Bauernfeier. Eine Sammlung von Gedanken für Reden und Ansprachen, Gedichten, Sprechchören, Hitler-Worten, Liedern, Spiel und Reigen. 2. Auflage. Leipzig 1935.
- Deutschland im Kampf. Ein Bücherverzeichnis zur Stärkung der inneren Front. Leipzig 1939.